# Lijst van talen in Indonesië
Hieronder staan drie lijsten van talen in Indonesië. Indonesië kent 747 talen, inclusief belangrijke immigrantentalen, waarvan er drie zijn uitgestorven.

## Volgens aantal sprekers in Indonesië
Deze aantallen dateren uit 2005.
1. Javaans - 75 200 000
2. Soendanees - 27 000 000
3. Indonesisch - 22 308 774
4. Madoerees - 13 694 000
5. Maleis - 10 000 000
6. Minangkabaus - 6 500 000
7. Bandjarees - 5 000 000
8. Balinees - 3 900 000
9. Buginees - 3 500 000
10. Balinees Maleis - 3 151 162

## Volgens taalfamilie
- Afro-Aziatische talen (1 taal in Indonesië gesproken): Arabisch
- Altaïsche talen (1): Oeigoers
- Austronesische talen (476): Badui, Balinees, Indonesisch, Javaans, Kangeaans, Madoerees, Balinees Maleis, Osing, Soendanees, Tenggerees, Ahe, Ampanang, Aoheng, Bahau, Bakumpai, Bandjarees, Basap, Bekati', Benyadu', Biatah, Bolongaans, Bukar Sadong, Bukat, Bukitaans, Burusu, Landdajaks, Djongkang, Dohoi, Dusun Deyah, Dusun Malang, Dusun Witu, Embaloh, Hovongaans, Ibaans, Kahayaans, Katingaans, Kayaans Mahakam, Busang-Kayaans, Kayanrivier-Kayaans, Mendalam-Kayaans, Wahau-Kayaans, Kelabit, Kembayaans, Kendajaans, Keninjal, Bahaurivier-Kenyah, Bakung-Kenyah, Kayanrivier-Kenyah, Kelinyau-Kenyah, Mahakam-Kenyah, Opperbaram-Kenyah, Wahau-Kenyah, Kereho-Uheng, Kohin, Lara', Lawangan, Lengilu, Lundayeh, Ma'anjan, Berau-Maleis, Bukit-Maleis, Kota Bangun Kutai-Maleis, Tenggarong Kutai-Maleis, Malayisch Dayak, Modang, Mualang, Ngaju, Nyadu, Okolod, Paku, Punan Aput, Punan Merah, Punan Merap, Punan Tubu, Putoh, Ribun, Sa'ban, Sajau Basap, Sanggau, Sara, Seberuang, Segai, Selako, Selungai Murut, Semandang, Sembakung Murut, Siang, Tagal Murut, Tamaans, Tausug, Tawoyaans, Tidong, Tunjung, Abung, Atjees, Batak Alas-Kluet, Batak Angkola, Batak Dairi, Batak Karo, Batak Mandailing, Batak Simalungun, Batak Toba, Bengkulu, Enggano, Enim, Gayo, Kaur, Kayu Agung, Kerinci, Komering, Krui, Kubu, Lampung, Lematang, Lembak, Lintang, Lom, Loncong, Lubu, Maleis, Jambi-Maleis, Mentawai, Minangkabaus, Musi, Nias, Ogaans, Palembang, Pasemah, Pekal, Penesak, Zuidelijk Pesisir, Pubiaans, Ranau, Rawas, Rejang, Semendo, Serawai, Sikule, Simeulue, Sindang Kelingi, Sungkai, Alune, Amahai, Ambelau, Aputai, Asilulu, Noord-Babar, Zuidoost-Babar, Banda, Barakai, Bati, Batuley, Benggoi, Boano (Molukken), Bobot, Buli, Boeroe, Dai, Oost-Damar, West-Damar, Dawera-Daweloor, Dobel, Elpaputih, Emplawas, Fordata, Gane, Gebe, Geser-Gorom, Gorap, Haruku, Hitoe, Horuru, Hoti, Huaulu, Hukumina, Hulung, Ili'uun, Imroing, Kadai, Kaibobo, Kamariaans, Karey, Kayeli, Keiees, Kisar, Koba, Kola, Kompane, Kur, Laha, Larike-Wakasihu, Latu, Letinees, Liana-Seti, Lisabata-Nuniali, Lisela, Lola, Lorang, Loun, Luang, Luhu, Maba, Oost-Makiaans, Bacanees Maleis, Noord-Molukkaans Maleis, Mangole, Manipa, Manombai, Manusela, Mariri, Centraal-Masela, Oost-Masela, West-Masela, Masiwang, Naka'ela, Nila, Noord-Nuaulu, Zuid-Nuaulu, Nusa Laut, Patani, Paulohi, Perai, Piru, Roma, Salas, Salemaans, Saparuaans, Sawai, Seit-Kaitetu, Selaru, Seluwasaans, Sepa, Serili, Serua, Sula, Taliabu, Talur, Oost-Tarangaans, West-Tarangaans, Tela-Masbuar, Teluti, Teor, Te'un, Tugun, Ujir, Watubela, Noord-Wemale, Zuid-Wemale, Yalahataans, Yamdena, Moksela, Palumata, Adonara, Alor, Amarasi, Anakalangu, Bilba, Bimanees, Dela-Oenale, Dengka, Dhao, Endenees, Helong, Ile Ape, Kamberaas, Kedang, Kemak, Ke'o, Kepo', Kodisch, Komodo, Lamaholot, Lamalera, Lamatuka, Lambojaas, Laura, Zuid-Lembata, West-Lembata, Levuka, Lewo Eleng, Lewotobi, Lionees, Lole, Mamboru, Manggarai, Nage, Ngadha, Oostelijk Ngadha, Paluees, Rajong, Rembong, Ringgou, Riung, Rongga, Sasak, Savoenees, Sika, So'a, Soembawarees, Termanu, Tetun, Tii, Uab Meto, Wadjewaas, Wae Rana, Wanukaka, Ambai, Ansus, Anus, Arguni, As, Bedoanas, Biaks, Biga, Bonggo, Busami, Dusner, Erokwanas, Irarutu, Iresim, Kawe, Kayupulau, Kowiai, Kuri, Kurudu, Legenyem, Liki, Maden, Mapia, Marau, Masimasi, Matbat, Ma'ya, Meoswar, Mor, Munggui, Onin, Ormu, Papuma, Podena, Pom, Roon, Sekar, Serui-Laut, Sobei, Tandia, Tarpia, Tobati, Uruangnirin, Wabo, Waigeo, Wakde, Wandamen, Waropen, Wauyai, Woi, Yamna, Yarsun, Yaur, Yeretuar, Andio, Aralle-Tabulahaans, Bada, Bahonsuai, Indonesisch Bajau, Balaesang, Balantak, Bambam, Banggai, Bantik, Baras, Bentong, Besoa, Bintauna, Boano (Celebes), Bobongko, Bolango, Bonerate, Budong-Budong, Boeginees, Bungku, Buol, Busoa, Campalagiaans, Cia-Cia, Dakka, Dampelas, Dondo, Duri, Enrekang, Gorontalo, Kaidipang, Da'a-Kaili, Ledo-Kaili, Unde-Kaili, Kaimbulawa, Kalao, Kalumpang, Kamaru, Kioko, Kodeoha, Kust-Konjo, Hoogland-Konjo, Koroni, Kulisusu, Kumbewaha, Laiyolo, Lasalimu, Lauje, Lemolang, Liabuku, Lindu, Lolak, Maiwa, Makassar, Makassar-Maleis, Malimpung, Mamasa, Mamuju, Mandar, Moma, Mongondow, Mori Atas, Mori Bawah, Moronene, Muna, Napu, Padoe, Pamona, Panasuaans, Pancana, Pannei, Pendau, Ponosakaans, Rahambuu, Rampi, Ratahaans, Kust-Saluaans, Kahumamahonsaluaans, Sangir, Sarudu, Sedoa, Seko Padang, Seko Tengah, Selayar, Suwawa, Tae', Taje, Tajio, Talaud, Taloki, Talondo', Toala', Tolaki, Tomadino, Tombelala, Tombulu, Tomini, Tondano, Tonsawang, Tonsea, Tontemboaans, Topoiyo, Toraja-Sa'dan, Totoli, Tukang Besi Noord, Tukang Besi Zuid, Ulumanda', Uma, Waru, Wawonii, Wolio, Wotu, West-Cham, Tringgus
- Bayono-Awbonotalen (2): Awbono, Bayono
- Creoolse talen (8): Betawi, Ambonees Maleis, Banda-Maleis, Kupang-Maleis, Manado-Maleis, Peranakan-Indonesisch, Petjo, Ternateño
- Gebarentalen (2): Balinese Gebarentaal, Indonesische Gebarentaal
- Geelvinkbaaitalen (33): Awera, Biritai, Doutai, Duvle, Edopi, Eritai, Fayu, Foau, Iau, Kaiy, Kirikiri, Kwerisa, Obokuitai, Papasena, Rasawa, Saponi, Sikaritai, Tause, Taworta, Waritai, Anasi, Barapasi, Bauzi, Burate, Demisa, Kofei, Nisa, Sauri, Tefaro, Tunggare, Woria, Saweru, Yawa
- Indo-Europese talen (2): Nederlands, Portugees
- Isolaten (2): Abinomn, Burmeso
- Lager-Mamberamotalen (2): Warembori, Yoke
- Ongeclassificeerde talen (5): Betaf, Kehu, Kembra, Lepki, Murkim
- Oost-Vogelkoptalen (3): Manikion, Meyah, Moskona
- Pidgins (2): Iha-Gebaseerd Pidgin, Onin-Gebaseerd Pidgin
- Sepik-Ramutalen (2): Kimki, Yetfa
- Sino-Tibetaanse talen (5): Hakka, Mandarijn, Mindong, Zuidelijk Min, Kantonees
- Skotalen (1): Skou
- Trans-Nieuw-Guineatalen (170): Aghu, Airoraans, Casuarinakust-Asmat, Centraal-Asmat, Noord-Asmat, Yaosakor-Asmat, Atohwaim, Auye, Asue-Awyu, Centraal-Awyu, Edera-Awyu, Jair-Awyu, Noord-Awyu, Zuid-Awyu, Bagusa, Baham, Burumakok, Buruwai, Citak, Tamnim-Citak, Damal, Lager-Grote Vallei-Dani, Midden-Grote Vallei-Dani, Opper-Grote Vallei-Dani, Westelijk Dani, Dao, Dem, Demta, Diuwe, Ekari, Hupla, Iha, Isirawa, Iwur, Kamberau, Kamoro, Karas, Kauwera, Kayagar, Ketum, Kombai, Komyandaret, Koneraw, Kopkaka, Korowai, Noord-Korowai, Kwer, Kwerba, Kwerba Mamberamo, Mairasi, Mandobo Atas, Mandobo Bawah, Marind, Biaans Marind, Massep, Mer, Mombum, Momina, Momuna, Moni, Mor (Momberai), Noord-Muyu, Zuid-Muyu, Nafri, Nakai, Nduga, Ngalum, Nggem, Ninggerum, Samarokena, Sawi, Semimi, Sempaans, Sentani, Silimo, Tabla, Tamagario, Tanahmerah, Tangko, Trimuris, Tsakwambo, Walak, Wambon, Wanggom, Wano, Warkay-Bipim, Wolani, Angguruk-Yali, Ninia-Yali, Pasvallei-Yali, Yaqay, Kapori, Kaure, Kosadle, Narau, Kimaama, Ndom, Riatana, Eipomek, Ketengbaans, Korupun-Sela, Nalca, Nipsaans, Una, Kosarek-Yale, Molof, Elseng, Gresi, Kemtuik, Mekwei, Mlap, Nimboraans, Awyi, Berik, Bonerif, Dabe, Itik, Keder, Kwesten, Mander, Manem, Maremgi, Mawes, Orya, Sause, Senggi, Sowanda, Taikat, Wares, Waris, Dubu, Emumu, Towei, Yafi, Dera, Bädi-Kanum, Ngkâlmpw-Kanum, Smärky-Kanum, Sota-Kanum, Maklew, Morori, Yei, Yelmek, Usku, Oirata, Abui, Adang, Blagar, Bunak, Hamap, Kabola, Kafoa, Kamang, Kelon, Kui, Kula, Lamma, Nedebang, Retta, Sawila, Tereweng, Tewa, Wersing, Arandai, Duriankere, Kaburi, Kais, Kemberano, Kokoda, Konda, Puragi, Suabo, Yahadiaans
- West-Papoeatalen (27): Hatam, Mpur, Galela, Gamkonora, Ibu, Kao, Laba, Loloda, West-Makiaans, Modole, Pagu, Sahu, Tabaru, Ternate, Tidore, Tobelo, Tugutil, Tulehu, Waioli, Abun, Kalabra, Karon Dori, Mai Brat, Moi, Moraid, Seget, Tehit